# 满洲派
滿洲派，又稱游擊隊派、抗联派，是指在第二次世界大戰之後，朝鮮民主主義人民共和國執政黨朝鮮勞動黨內的一個派系，其成員大多是活躍於滿洲國和蘇聯以反對日本對朝鮮殖民統治的游擊隊員，其領導人物為朴金喆和金日成。1950至60年代，金日成借八月宗派事件將延安派、蘇聯派和國內派一一消除。此後，游擊隊派成為朝鮮勞動黨的最大派系。

## 历史
為反抗日本帝國對朝鮮半島的統治，朴金喆所率領的本土游擊隊與在中國東北金日成所率領的朝鮮族人組成聯軍。隨後，他們在普天堡贏得關鍵之戰。二戰結束後，蘇聯派人和國內派成員紛紛返回北韓，並與游擊隊派和延安派組成朝鮮勞動黨。由於被認為抗日有功，金日成被推舉為最高領導人，而延安派則成為當時勞動黨內的最大派系，雙方也維持著親密的關係。1956年，由於延安派人和蘇聯派不滿金日成過度的個人崇拜和其推行的經濟政策，欲通過朝鮮勞動黨第三次代表大會挑戰金日成，但未能成功，反被他以此為由把延安派、蘇聯派和國內派的成員一一肅清。在清除派系外的政敵後，金日成將矛頭指向派系內的反對者——甲山派和军内反对派，1967年8月，他以朴金喆反對千里馬運動而把其處死。此後，金日成在朝鮮勞動黨再無對手，成為黨內的獨裁者。

## 主要人物
- 金日成
- 金昌奉
- 朴金喆
- 李孝淳
- 金道滿
- 朴容國
- 金東奎
- 柳京洙
- 黃順姬